# Oberfranken
Oberfranken o Alta Francònia és una de les set Regierungsbezirk (regions administrativo-governamentals) que formen el land de l'Estat Lliure de Baviera (Freistaat Bayern) et una Bezirk (Baviera).

## Divisió territorial
La regierungsbezirk de l'Alta Francònia és formada per 4 districtes urbans (kreisfreie Städte) i 9 districtes rurals (Landkreise):

### Districtes urbans
1. Bamberg
2. Bayreuth
3. Coburg
4. Hof

### Districtes rurals
1. Districte de Bamberg
2. Districte de Bayreuth
3. Districte de Coburg
4. Districte de Forchheim
5. Districte de Hof
6. Districte de Kronach
7. Districte de Kulmbach
8. Districte de Lichtenfels
9. Districte de Wunsiedel im Fichtelgebirge